# Dylan O'Brien
Dylan Rhodes O'Brien, född 26 augusti 1991 i New York, är en amerikansk skådespelare. Han är mest känd för sin roll som Stiles Stilinski i MTV-serien Teen Wolf och  Thomas i The Maze Runner-filmerna

## Biografi
O'Brien föddes i New York och växte upp i Springfield Township i New Jersey, innan han flyttade med sin familj till Hermosa Beach i Kalifornien, när han var tolv år gammal. Hans far är kameraoperatör och hans mor är före detta skådespelerska. Han är av irländsk, engelsk, italiensk och spansk härkomst. År 2006 började O'Brien agera, dirigera och producera sina egna fristående filmer, och blev en YouTube-stjärna.
Under 2011 provspelade han för MTV:s tv-serie Teen Wolf, en serie som är löst baserad på filmen från 1985 med samma namn. Samtidigt planerade O'Brien att fortsätta studera på college och gjorde en överenskommelse med sina föräldrar om att ställa in siktet på filmskola om han inte valdes för rollen, eftersom han trodde att hans chanser var små. Men efter fyra auditions fick O'Brien en av de ledande rollerna, rollen som huvudpersonen Scotts bästa vän Stiles Stilinski. Enligt en intervju på SmodCast Internet Radio Show Plus One Per Diem, fick han först sig tillskickat ett manus för Scott McCall, men efter att ha läst manuset var han genast dragen till karaktären Stiles Stilinski. Efter att ha läst manuset bad O'Brien sin chef att få provspela för rollen som Stiles, vilket gjorde att han fick beröm av producenten Jeff Davis och chefen Russell Mulcahy, och han fick i stället den rollen. Förutom skådespeleriet brukade O'Brien spela trummor i bandet Slow Kids At Play.

## Filmografi (i urval)
| 2011–2017      | Teen Wolf                      | Mieczysław "Stiles" Stilinski |                        |
| 2012           | High Road                      | Jimmy                         |                        |
| The First Time | Dave Hodgman                   |                               |                        |
| 2013           | New Girl                       | The Guy                       | Avsnitt 2.23 "Virgins" |
| 2013           | The Internship                 | Stuart Twombly                |                        |
| 2014           | The Maze Runner                | Thomas                        |                        |
| 2015           | Maze Runner: The Scorch Trials | Thomas                        |                        |
| 2016           | Deepwater Horizon              | Caleb Holloway                |                        |
| 2017           | American Assassin              | Mitch Rapp                    |                        |
| 2018           | Maze Runner: The Death Cure    | Thomas                        |                        |
| 2020           | Love and Monsters              | Joel Dawson                   |                        |
| 2021           | Infinite                       | Heinrich Treadway             |                        |
| 2024           | Saturday Night                 | Dan Aykroyd                   |                        |
| 2026           | Send Help                      | TBA                           |                        |